# 西鸊鷉
西鸊鷉（学名：Aechmophorus occidentalis）为䴙䴘目鸊鷉科下的一种候鸟，分布于北美洲
。